# Вампир (приток Большого Ярходона)
Вампир — река в России, протекает по Среднеканскому району Магаданской области. Длина реки — 13 км.
Начинается на северо-западных отрогах гор Чинганджа. Течёт сначала на северо-запад, потом на юго-запад между ручьями Грозовым и Никитиной. В верховьях долина Вампира поросла лиственничной тайгой. В низовьях он протекает по открытой местности. Вблизи устья протекает через небольшое озеро. Впадает в Большой Ярходон слева в 84 км от его устья.

## Данные водного реестра
По данным государственного водного реестра России относится к Анадыро-Колымскому бассейновому округу, речной бассейн реки Колыма, речной подбассейн реки — бассейны притоков Колымы до впадения Омолона, водохозяйственный участок реки — Колыма от впадения реки Сеймчан до в/п ГМС Коркодон.
Код объекта в государственном водном реестре — 19010100312119000029831.